# Ilona Elek

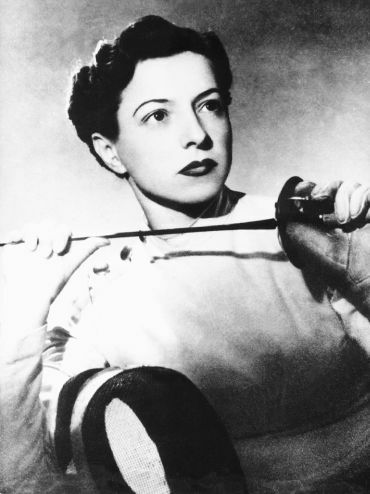
Ilona Elek

Ilona Schacherer-Elek, auch bekannt als Elek-Schacherer, (* 17. Mai 1907 in Budapest; † 24. Juli 1988 ebenda) war eine ungarische Florettfechterin.

## Leben
Die Ausnahmesportlerin begann erst im Alter von 26 Jahren mit der Teilnahme an Wettkämpfen. Mit ihrem Sieg im Florett-Dameneinzel 1936 war sie die erste ungarische Goldmedaillengewinnerin bei Olympischen Spielen.
Nachdem die Olympischen Spiele 1940 und 1944 infolge des Zweiten Weltkriegs ausgefallen waren, gelang ihr 1948 erneut der Olympiasieg.
Noch im Alter von 48 Jahren gewann sie bei den Weltmeisterschaften 1955 die Bronzemedaille im Einzel und Gold mit der Mannschaft. Im Alter von 50 Jahren beendete sie ihre aktive Laufbahn.
Ilona Elek starb 1988 und ist auf dem Farkasréti-Friedhof in Budapest begraben. 2023 wurde sie in die International Jewish Sports Hall of Fame aufgenommen.

## Erfolge
Sie nahm dreimal an Olympischen Spielen teil, bei denen sie jeweils eine Medaille (2 × Gold, 1 × Silber) gewann.
Die mehrfache ungarische Landesmeisterin im Florettfechten wurde 1934, 1935 und 1951 im Alter von 44 Jahren Einzel-Weltmeisterin.

## Statistik

### Olympische Spiele
1936 in Berlin
- Gold im Florett-Einzel

1948 in London

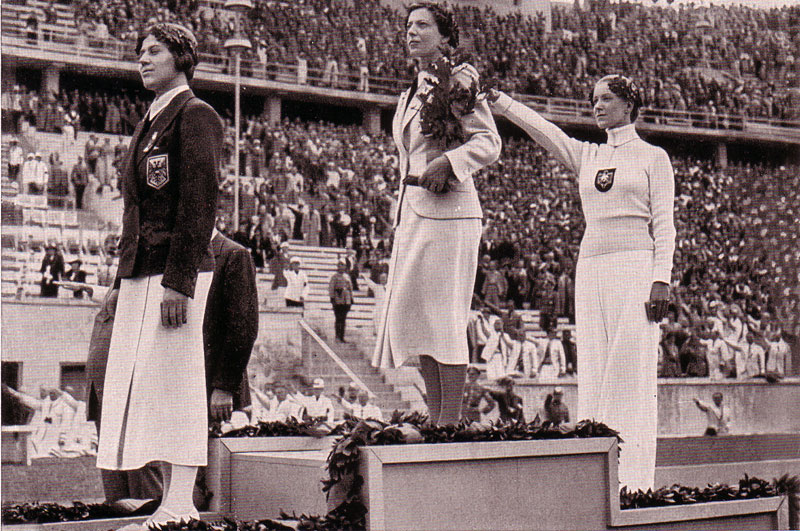
Ellen Müller-Preis, Ilona Elek und Helene Mayer bei der Siegerehrung der Olympischen Sommerspiele 1936

- Gold im Florett-Einzel. Ihre Schwester Margit Elek belegte den 6. Platz.

1952 in Helsinki
- Silber im Florett-Einzel

### Fechtweltmeisterschaften
1933 in Kopenhagen
- Gold mit der Florett-Mannschaft

1934 in Warschau
- Gold im Florett-Einzel
- Gold mit der Florett-Mannschaft

1935 in Lausanne
- Gold im Florett-Einzel
- Gold mit der Florett-Mannschaft

1936 in San Remo
- Silber mit der Florett-Mannschaft

1937 in Paris
- Silber im Florett-Einzel. Sie unterlag im Finale gegen Helene Mayer.
- Gold mit der Florett-Mannschaft

1948 in Den Haag
- Silber mit der Florett-Mannschaft

1951 in Stockholm
- Gold im Florett-Einzel

1952 in Kopenhagen
- Gold mit der Florett-Mannschaft

1953 in Brüssel
- Gold mit der Florett-Mannschaft

1954 in Luxemburg
- Silber im Florett-Einzel
- Gold mit der Florett-Mannschaft

1955 in Rom
- Bronze im Florett-Einzel
- Gold mit der Florett-Mannschaft

1956 in London
- Bronze mit der Florett-Mannschaft